# Managing director
Een managing director is een eindverantwoordelijke voor een onderneming, een werkmaatschappij binnen een groep, of een grote divisie van een conglomeraat.
Volgens de gangbare definitie van Van Dale is een directeur "iemand die aan het hoofd staat van een bedrijf of instelling".
Afgelopen jaren zijn de Engelse titelaanduidingen managing director (MD) en ook chief executive officer (CEO) in zwang geraakt. Vanuit hun herkomst zijn de managing director en CEO vergelijkbaar en vaak hetzelfde. Terwijl in Groot-Brittannië en op het Europese vasteland de term managing director meer gebruikt wordt, is de chief executive officer overgewaaid uit de Verenigde Staten van Amerika.
In de Nederlandse praktijk zijn zowel managing director als CEO eindverantwoordelijk voor het reilen en zeilen van een onderneming en bepalend voor de strategie op korte en lange termijn. Om toch enig onderscheid aan te brengen, wordt de aanduiding CEO in het algemeen gebruikt voor grote (groepen van) ondernemingen of conglomeraten.
In beide gevallen is ook wel sprake van 'titel-inflatie' in de zin dat ook de directeur van een bedrijf van dertig medewerkers zich ook wel eens van de MD- of CEO-aanduiding bedient.